# Vern Paxson
Vern Paxson Edward est un professeur de sciences informatiques à l'Université de Californie à Berkeley. Il travaille également en tant que chercheur à Internet basé à l'International Computer Science Institute à Berkeley, en Californie. Ses intérêts vont de protocoles de transport à la détection d'intrusion et les vers. Il est un membre actif de l'Internet Engineering Task Force communauté (IETF) et a été président de l'IRTF à partir de 2001 jusqu'en 2005. De 1998 à 1999, il a siégé au IESG comme directeur régional des transports de l'IETF.
En 2006, Paxson a été intronisé en tant que membre de l'Association for Computing Machinery (ACM). Le Special Interest Group ACM sur les communications de données (de SIGCOMM) a donné sa sentence Paxson 2011, "pour ses contributions aux domaines de la mesure de l'Internet et de la sécurité Internet, et pour son leadership distingué et un service à la communauté de l'Internet". Le rapport annuel Prix de SIGCOMM reconnaît vie contribution dans le domaine des réseaux de communication.
Paxson est également l'auteur original de l'analyseur lexical flex et le Bro système de détection d'intrusion. rétrodiffusion est un terme inventé par Vern Paxson pour décrire le bruit de fond de l'Internet résultant d'une attaque DDoS en utilisant plusieurs adresses usurpées.